# Besse-et-Saint-Anastaise

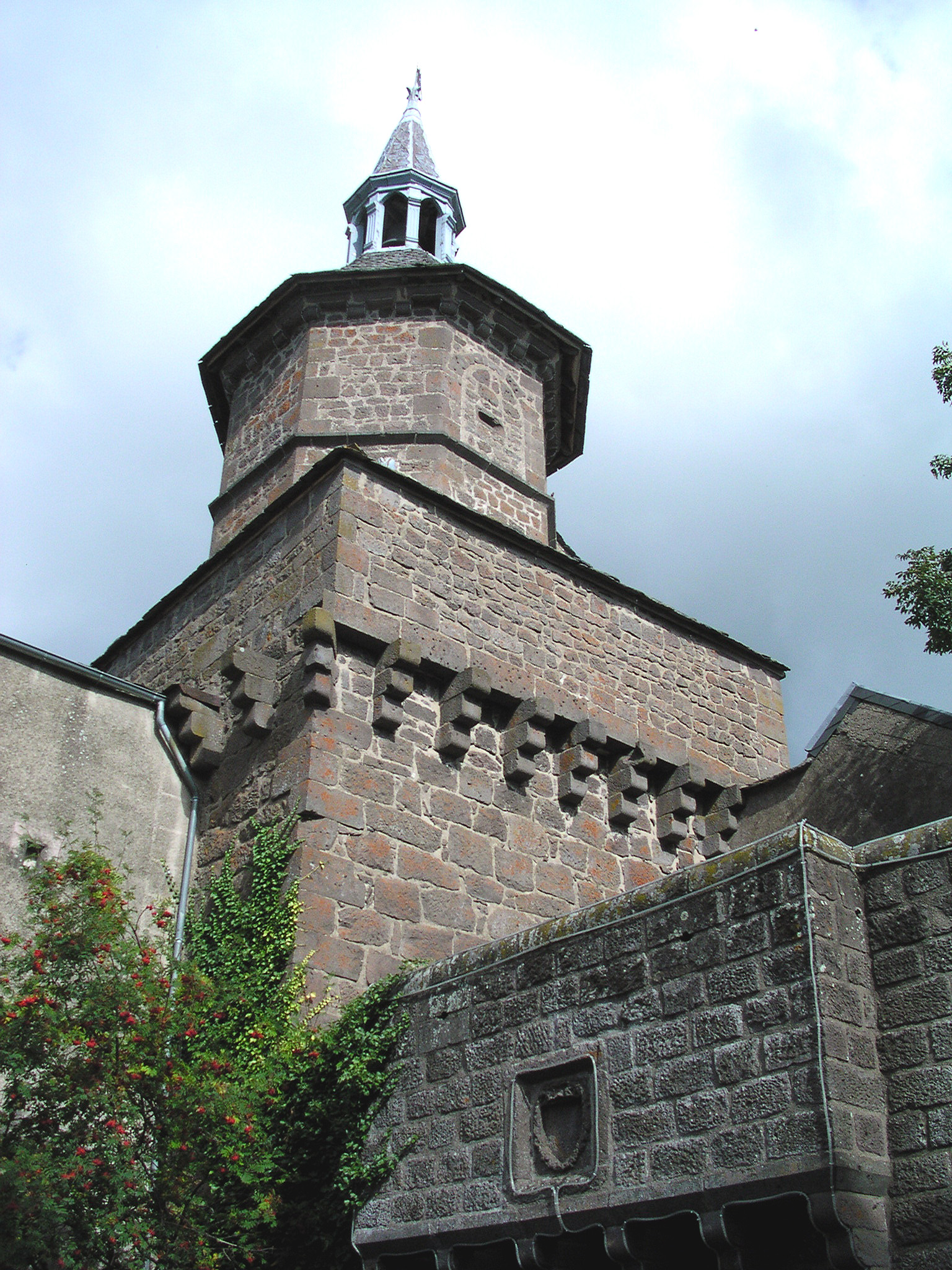
Tháp ở Besse-et-Saint-Anastaise

Besse-et-Saint-Anastaise, also referred to as Besse-en-Chandesse, là một xã ở tỉnh Puy-de-Dôme trong vùng Auvergne-Rhône-Alpes miền trung nước Pháp. Xã này nằm ở khu vực có độ cao từ 805 đến 1725 mét trên mực nước biển.
Khu trượt tuyết gần đó Super-Besse là nơi đến đích của Tour de France năm 2008.
Sông Rhue bắt nguồn từ xã này.